# パウロ・アンドレ・デ・オリベイラ
パウロ・アンドレ・カミロ・デ・オリベイラ（Paulo André Camilo de Oliveira、1998年8月20日 ‐ ）は、ブラジル出身の陸上競技選手。
陸上競技の専門は短距離走。
100mで10秒02、200mで20秒28の自己ベストを持つ。男子100mのセミファイナリストである。

### 引用
1. ↑    - パウロ・アンドレ・デ・オリベイラ - ワールドアスレティックスのプロフィール（英語）